# Chemometria
Chemometria – dział chemii zajmujący się wykorzystaniem metod komputerowych, statystycznych, matematycznych oraz symbolicznych w analizowaniu danych chemicznych. Metody chemometryczne mogą również służyć do analizy danych: fizycznych, medycznych i wszelkich innych. Chemometrię stosuje się do projektowania lub wyboru optymalnych procedur eksperymentalnych, aby pozyskać maksimum informacji poprzez analizę danych a także w celu nabywania wiedzy o układach (systemach) chemicznych i nie tylko chemicznych.